# BA CityFlyer
BA CityFlyer er et flyselskab fra England. Selskabet er et datterselskab til British Airways, og opererer ruter ud af London City Airport. Hovedkontoret er placeret i Manchester-forstanden Didsbury. BA CityFlyer blev etableret i 2007.
Selskabet fløj i december 2011 til 14 europæiske destinationer fra dets hub på London City Airport. Flyflåden bestod af 13 fly med en gennemsnitalder på 1.4 år, fra den brasilianske flyproducent Embraer. Heraf var der seks af typen Embraer E-170, og syv eksemplarer af Embraer E-190SR.

## Historie
British Airways solgte i 2007 datterselskabet BA Connect til Flybe, med undtagelse af operationerne fra London City Airport, og de tilhørende ti Avro RJ100 fly der blev benyttet til ruterne ud fra den lille lufthavn i London. Dette førte til at British Airways genoprettede deres selskab CityFlyer Express, som i 2001 var blevet integreret i BA's regionale trafik fra London Gatwick Airport. Tidligt i 2007 blev BA CityFlyer oprettet som et nyt selvstændigt datterselskab, og det startede operationerne i marts 2007.
BA CityFlyer har fra starten fløjet med logoet og farverne fra British Airways, ligesom regulær ruteflyvning foregår med BA's rutenumre.